# Donacia tomentosa
Donacia tomentosa (лат.) — вид жуков-листоедов из подсемейства радужниц. Распространён в Европе, на Кавказе, в Западной Сибири, на Алтае, в Казахстане и Центральной Азии (Туркменистане, Узбекистане).

## Описание
Имаго длиной 7—10 мм. Тело металлически-зелёное, реже синее или медное, сверху покрыто зеленовато-серыми или жёлтыми, снизу в серебристо-серых волосках. Данный вид характеризуется следующими признаками:
- третий членик усиков в два раза длиннее второго;
- передние голени узкие, к вершинам не расширены;
- точечные бороздки надкрылий глубокие.

## Экология
Обитают на берегах рек и озёр, а также на заболоченных участках. Жуки кормятся на листьях сусака. Питаясь, жуки на листьях оставляют погрызанные полоски со сквозными отверстиями.